# European Fusion Development Agreement
L'European Fusion Development Agreement (EFDA), in italiano "accordo europeo per lo sviluppo della fusione"  è un accordo tra la commissione europea e i maggiori centri nazionali di ricerca sulla fusione nucleare, per coordinare le attività di ricerca europea nel campo della fusione stessa. EFDA ha sede a Garching.
Il trattato è entrato in vigore nel 1999 e in origine doveva durare fino al 2006, ma è stato esteso per un altro anno. Nel 2008 l'accordo ha subito una profonda modifica, a seguito della creazione dell'agenzia Fusion for Energy F4E.
L'attuale obiettivo dell'EFDA è lo sviluppo di una base tecnica e scientifica in Europa per la gestione di ITER e lo sviluppo di DEMO come futuro prototipo di reattore nucleare.
Per raggiungere questo obiettivo EDFA ha coordinato le attività di ricerca dei suoi istituti affiliati e permette a tutti gli affiliati di prendere parte agli esperimenti al reattore sperimentale JET in Gran Bretagna.